# 维尼亚莱蒙费拉托
维尼亚莱蒙费拉托（義大利語：Vignale Monferrato），是意大利亚历山德里亚省的一个市镇。总面积18.79平方公里，人口1101人，人口密度58.6人/平方公里（2009年）。ISTAT代码为006179。